# Општина Вадастрица (Олт)
Вадастрица (рум. Vădăstriţa) општина је у Румунији у округу Олт.
Oпштина се налази на надморској висини од 62 m.